# Hanno ucciso l'Uomo Ragno (album)
Hanno ucciso l'Uomo Ragno è il primo album in studio degli 883, pubblicato nel 1992. L'album, che prende il nome dall'omonimo singolo, raggiunse il primo posto nella classifica italiana e ha venduto oltre 700 000 copie.
Il successo ottenuto dall'album sorprese lo stesso Max Pezzali (come egli dichiarò qualche anno dopo), il quale aveva sempre scritto e cantato canzoni "per divertimento, per passione" senza avere un preciso progetto. In questo album vi sono, oltre che sonorità pop e rock, anche alcuni pezzi rappati (Non me la menare, 6/1/sfigato e Te la tiri).
Il 12 giugno 2012, in occasione dei vent'anni di carriera del cantautore, è stato pubblicato Hanno ucciso l'Uomo Ragno 2012, che riprende il contenuto di Hanno ucciso l'Uomo Ragno con la partecipazione di vari rapper italiani.

## Descrizione
Le canzoni d'esordio degli 883 si distinguono per alcune fondamentali caratteristiche: i testi semplici e diretti e le musiche non troppo ricercate ma molto orecchiabili (i suoni erano ottenuti con un sintetizzatore o arrangiati dal musicista Marco Guarnerio). Ogni canzone parla di situazioni tipiche della vita adolescenziale, servendosi di un linguaggio fluido che ricorre spesso anche ad espressioni utilizzate dal gergo giovanile di allora.
Abitualmente il nome del personaggio Uomo Ragno, di fatto richiamato più nella forma che nella sostanza dal testo della title track, è scritto con le iniziali maiuscole, ma sulla copertina dell'album risulta scritto con le iniziali minuscole. Max Pezzali, interrogato sui molti riferimenti a questo personaggio, ha dichiarato:
Questo album è l'emblema del carattere gioviale, spensierato ed avventuroso degli esordi degli 883, con uno stile che coinvolge e fa ballare la gente. Le tematiche dei singoli pezzi possono essere ricondotte alla voglia di divertirsi, allo stare con gli amici e la compagnia, come si può avvertire in Jolly Blue, dove viene ricordata una sala giochi, in Lasciati toccare dove dominano le atmosfere disco, oppure in Con un deca, che parla di due amici che progettano di fuggire, temendo di non riuscirci. Lasciala stare, contenuta nella riedizione del 2000, venne registrata nuovamente nell'album L'armata del metallo dal gruppo rock Gli Atroci, ed è una canzone che il gruppo scrisse nel periodo pre-883, ma che non avevano mai voluto pubblicare, come anche Il problema.
L'album è presente nella classifica dei 100 dischi italiani più belli di sempre secondo Rolling Stone Italia alla posizione numero 53.
Una curiosità è che sia l'album originale che l'album ventennale del 2012 in versione rap hanno entrambi raggiunto il primo posto in classifica e sono stati entrambi certificati disco d'oro.

## Tracce
Testi di Max Pezzali e Mauro Repetto, musiche di Max Pezzali e Mauro Repetto.
1. Non me la menare – 4:14
2. S'inkazza (Questa casa non è un albergo) – 3:37
3. 6/1/sfigato – 3:58
4. Te la tiri – 3:34
5. Hanno ucciso l'Uomo Ragno – 4:12
6. Con un deca – 5:01
7. Jolly Blue – 3:30
8. Lasciati toccare – 4:46
9. Non me la menare (Gospel) – 2:30

Tracce bonus nell'Edizione Straordinaria del 2000
1. Il problema (Demo Version) – 3:44 (testo: Pezzali, Repetto – musica: Pezzali, Marco Guarnerio, Pier Paolo Peroni)
2. Lasciala stare (Demo Version) – 4:51 (testo: Pezzali, Repetto – musica: Pezzali, Guarnerio, Peroni)
3. S'inkazza (Questa casa non è un albergo) (Pierpa & Didde Remix) – 3:51
4. Hanno ucciso l'Uomo Ragno (Fargetta Remix) – 5:02
5. Con un deca (Fargetta Remix) – 6:13
6. Non me la menare (Shout Remix) – 4:38

## Formazione
883
- Max Pezzali – voce, preproduzione
- Mauro Repetto – voce secondaria, sequencer, preproduzione

Altro personale
- Marco Guarnerio – produzione, missaggio, arrangiamenti, cori
- Pier Paolo Peroni – produzione, missaggio

## Classifiche

### Classifiche settimanali
| Classifica (1992) | Posizione massima |
| ----------------- | ----------------- |
| Europa            | 35                |
| Italia            | 1                 |

### Classifiche di fine anno
| Classifica (1992) | Posizione |
| ----------------- | --------- |
| Europa            | 77        |
| Italia            | 4         |